# 1925 في تايلاند
فيما يلي قوائم الأحداث التي وقعت خلال عام 1925 في تايلاند.

## سياسة

### تعيين في المنصب
- 25 نوفمبر – راما السابع ملك تايلاند.

### انتهاء فترة المنصب
- 25 نوفمبر – راما السادس ملك تايلاند.

## مواليد

### مارس
- 5 مارس – جاك فيرجيس محامي فرنسي.[1]

## وفيات

### نوفمبر
- 25 نوفمبر – راما السادس (مواليد 1881) شاعر تايلاندي.